# U-511 (tàu ngầm Đức)
U-511 là một tàu ngầm tấn công  Lớp Type IX thuộc phân lớp Type IXC được Hải quân Đức Quốc Xã chế tạo trong Chiến tranh Thế giới thứ hai. Nhập biên chế năm 1941, nó đã thực hiện được bốn chuyến tuần tra, đánh chìm được năm tàu buôn với tổng tải trọng 41.373 GRT, đồng thời gây hư hại cho một chiếc khác tải trọng 8.773 GRT. U-511 thực hiện chuyến tuần tra cuối cùng vào giữa năm 1943 để làm nhiệm vụ Yanagi đi sang Nhật Bản, rồi được chuyển cho Hải quân Đế quốc Nhật Bản và hoạt động như là chiếc Ro-500 (呂500), cho đến khi đầu hàng lực lượng Đồng Minh vào tháng 8, 1945. Con tàu bị đánh đắm ngoài khơi Maizuru vào ngày 30 tháng 4, 1946.

## Thiết kế và chế tạo

### Thiết kế
Thiết kế của tàu ngầm Type IXC có kích thước hơi nhỉnh hơn so với phân lớp Type IXB dẫn trước. Chúng có trọng lượng choán nước 1.120 t (1.100 tấn Anh) khi nổi và 1.232 t (1.213 tấn Anh) khi lặn. Con tàu có chiều dài chung 76,76 m (251 ft 10 in), lớp vỏ trong chịu áp lực dài 58,75 m (192 ft 9 in), mạn tàu rộng 6,76 m (22 ft 2 in), chiều cao 9,60 m (31 ft 6 in) và mớn nước 4,70 m (15 ft 5 in).
Chúng trang bị hai động cơ diesel MAN M 9 V 40/46 siêu tăng áp 9-xy lanh 4 thì, tổng công suất 4.400 PS (3.200 kW; 4.300 bhp), dẫn động hai trục chân vịt đường kính 1,92 m (6,3 ft), cho phép đạt tốc độ tối đa 18,3 kn (33,9 km/h), và tầm hoạt động tối đa 13.450 nmi (24.910 km) khi đi tốc độ đường trường 10 kn (19 km/h). Khi đi ngầm dưới nước, chúng sử dụng hai động cơ/máy phát điện Siemens-Schuckert 2 GU 345/34 tổng công suất 1.000 PS (740 kW; 990 shp). Tốc độ tối đa khi lặn là 7,3 kn (13,5 km/h), và tầm hoạt động 63 nmi (117 km) ở tốc độ 4 kn (7,4 km/h). Con tàu có khả năng lặn sâu đến 230 m (750 ft).
Vũ khí trang bị có sáu ống phóng ngư lôi 53,3 cm (21 in), bao gồm bốn ống trước mũi và hai ống phía đuôi, và mang theo tổng cộng 22 quả ngư lôi 53,3 cm (21 in). Tàu ngầm Type IX trang bị một hải pháo 10,5 cm (4,1 in) SK C/32 với 110 quả đạn, một pháo phòng không 3,7 cm (1,5 in) SK C/30 và hai pháo phòng không 2 cm (0,79 in) C/30. Thủy thủ đoàn bao gồm 4 sĩ quan và 44 thủy thủ.

### Chế tạo
U-511 được đặt hàng vào ngày 20 tháng 10, 1939, và được đặt lườn tại xưởng tàu Deutsche Werft ở Hamburg vào ngày 21 tháng 2, 1941. Nó được hạ thủy vào ngày 22 tháng 9, 1941, và nhập biên chế cùng Hải quân Đức Quốc Xã vào ngày 8 tháng 12, 1941 dưới quyền chỉ huy của Hạm trưởng, Đại úy Hải quân Friedrich Steinhoff.

## Lịch sử hoạt động

### U-511
Trong khi tiến hành việc chạy thử máy và huấn luyện trong thành phần Chi hạm đội U-boat 4, U-511 tham gia thử nghiệm phóng rocket kiểu Wurfkörper 42 từ một tàu ngầm U-boat vào tháng 5, 1942. Một dàn phóng sáu rocket được lắp đặt trên sàn tàu, và các quả rocket được phóng đi thành công khi tàu nổi và khi lặn ở độ sâu cho đến 12 m (39 ft). Truy nhiên chúng không được chính xác, và dàn phóng làm tăng độ cản nước và ảnh hưởng sự vận hành con tàu nên dự án bị hủy bỏ. Sau khi hoàn tất huấn luyện, con tàu được điều sang Chi hạm đội U-boat 10 từ ngày 1 tháng 8, 1942 để hoạt động trên tuyến đầu.

#### Chuyến tuần tra thứ tư
U-511 dành trọn chuyến tuần tra thứ tư để thực hiện một nhiệm vụ Yanagi nhằm trao đổi kỹ thuật và vật tư với Đế quốc Nhật Bản. Ngoài thủy thủ đoàn thường lệ, trên tàu còn có những hành khách đặc biệt, bao gồm Ernst Woermann, đại sứ Đức bên cạnh Chính quyền Uông Tinh Vệ thân Nhật Bản, Phó đô đốc Naokuni Nomura, Tùy viên Hải quân Nhật Bản tại Berlin, cùng các nhà khoa học và kỹ sư Đức. Khởi hành từ cảng Lorient vào ngày 10 tháng 5, chiếc tàu ngầm hướng xuống phía Nam, vòng qua mũi Hảo Vọng để tiến vào Ấn Độ Dương.
Lúc 09 giờ 42 phút ngày 27 tháng 6, nó phóng hai quả ngư lôi tấn công và đánh chìm chiếc tàu Liberty Hoa Kỳ Sebastian Cermeno 7.194 GRT ở vị trí khoảng 280 nmi (520 km) về phía Tây Nam Madagascar. Đến ngày 9 tháng 7, nó tiếp tục đánh chìm chiếc tàu Liberty Hoa Kỳ Samuel Heintzelman 7.176 GRT ở khu vực giữa Ấn Độ Dương ngoài khơi Maldives. Sau một chặng dừng tại Penang, Malaya thuộc Anh, U-511 đi đến Kure, Nhật Bản vào ngày 7 tháng 8, sau hành trình đi qua ba đại dương mất 90 ngày. Con tàu được chuyển giao cho Nhật Bản vào ngày 16 tháng 9.

### Ro-500
Sau khi nhập biên chế cùng Hải quân Đế quốc Nhật Bản như là chiếc Ro-500 (呂500) vào ngày 16 tháng 9, 1943, con tàu được các kỹ sư Nhật nghiên cứu cặn kẽ. Nhiều đặc tính thiết kế của Type IXC sau đó được áp dụng trên tàu ngầm lớp I-201. Thủy thủ đoàn Đức đã huấn luyện vận hành cho các thủy thủ Nhật, rồi lên đường đi Penang, Malaya vào cuối tháng 9. Ro-500 được điều về Trường Tàu ngầm Hải quân tại Ōtake, Hiroshima để hoạt động như một tàu huấn luyện từ tháng 11.
Đến tháng 5, 1944, Ro-500 cùng với các tàu ngầm Ro-62, Ro-63 và Ro-64 được điều sang Đội tàu ngầm 33. Trong tháng đó, nó tham gia thử nghiệm chống tàu ngầm phối hợp cùng máy bay ném bom bổ nhào hải quân. Sau đó từ tháng 7, 1944 đến tháng 5, 1945, chiếc tàu ngầm được sử dụng cho mục đích huấn luyện tại Quân khu Hải quân Kure, trước khi cùng tàu ngầm Ro-68 được điều sang Hải đội 51, và được điều từ Kure đến căn cứ hải quân Maizuru.
Từ đó cho đến khi xung đột kết thúc, chiếc tàu ngầm hoạt động từ căn cứ Maizuru như một mục tiêu giả lập, mô phỏng một tàu ngầm Hoa Kỳ để giúp huấn luyện chống tàu ngầm cho các đội bay. Sau khi Nhật Bản chấp nhận đầu hàng vào ngày 15 tháng 8, 1945, thủy thủ đoàn của Ro-500 dưới quyền Đại úy Yasuhisa Yamamoto tham gia một cuộc nổi loạn để tiếp tục cuộc chiến tranh chống Liên Xô. Họ xuất phát từ căn cứ Maizuru vào ngày 18 tháng 8, nhưng Bộ tư lệnh Đệ Lục hạm đội đã ra mệnh lệnh nghiêm cấm, nên con tàu quay trở lại Maizuru ngay trong ngày hôm đó.
Sau khi đầu hàng lực lượng Đồng Minh, Ro-500 bị Hải quân Hoa Kỳ đánh chìm cùng với các tàu ngầm I-121 và Ro-68 trong vịnh Maizuru  vào ngày 30 tháng 4, 1946.
Đến năm 2018, xác tàu đắm của Ro-500 và I-121 được tìm thấy trong vịnh Wakasa ngoài khơi bờ biển tỉnh Kyōto, trong một cuộc khảo sát của Society La Plongee for Deep Sea Technology.

### "Bầy sói" tham gia
U-511 từng tham gia bốn bầy sói:
- Pirat (29 tháng 7 – 3 tháng 8, 1942)
- Schlagetot (9 – 21 tháng 11, 1942)
- Delphin (3 tháng 1 – 14 tháng 2, 1943)
- PRobbe (16 tháng 2 – 5 tháng 3, 1943)

### Tóm tắt chiến công
U-511 đã đánh chìm được năm tàu buôn tổng tải trọng 41.373 GRT, đồng thời gây hư hại cho một chiếc khác tải trọng 8.773 GRT:
| Ngày             | Tên tàu             | Quốc tịch      | Tải trọng | Số phận      |
| ---------------- | ------------------- | -------------- | --------- | ------------ |
| 27 tháng 8, 1942 | Esso Aruba          | United States  | 8.773     | Bị hư hại    |
| 27 tháng 8, 1942 | Rotterdam           | Netherlands    | 8.968     | Bị đánh chìm |
| 27 tháng 8, 1942 | San Fabian          | United Kingdom | 13.031    | Bị đánh chìm |
| 9 tháng 1, 1943  | William Wilberforce | United Kingdom | 5.004     | Bị đánh chìm |
| 27 tháng 6, 1943 | Sebastin Cermeno    | United States  | 7.194     | Bị đánh chìm |
| 9 tháng 7, 1943  | Samuel Heintzelman  | United States  | 7.176     | Bị đánh chìm |